# Personaggi di Luke Cage
Questa voce contiene un elenco dei personaggi presenti nella serie televisiva Luke Cage.

## Personaggi principali
| Personaggio                  | Interprete        | Apparizioni | Apparizioni | Apparizioni |
| Personaggio                  | Interprete        | Stagione 1  | Stagione 2  |             |
| ---------------------------- | ----------------- | ----------- | ----------- | ----------- |
| Luke Cage                    | Mike Colter       |             |             |             |
| Cornell "Cottonmouth" Stokes | Mahershala Ali    |             |             |             |
| Misty Knight                 | Simone Missick    |             |             |             |
| Hernan "Shades" Alvarez      | Theo Rossi        |             |             |             |
| Willis Stryker Diamondback   | Erik LaRay Harvey |             |             |             |
| Claire Temple                | Rosario Dawson    |             |             |             |
| Mariah Dillard               | Alfre Woodard     |             |             |             |
| John McIver                  | Mustafa Shakir    |             |             |             |
| Tilda Johnson                | Gabrielle Dennis  |             |             |             |

### Luke Cage
Luke Cage, nato con il nome di Carl Lucas (interpretato da Mike Colter, doppiato da Metello Mori) è un uomo dotato di forza sovrumana e pelle indistruttibile che combatte il crimine.
Colter era inizialmente restio ad accettare la parte a causa di alcune rappresentazioni del personaggi nei fumetti, come la tiara che il personaggio indossava o i riferimenti alla blaxploitation anni '70, ma venne poi convinto quando gli venne spiegato che sarebbe stata una versione moderna del personaggio. Colter ha firmato per apparire anche in Jessica Jones, senza aver letto alcuna sceneggiatura. Colter ha affermato che l'iconica esclamazione di Cage, "Cristoforo Colombo" ("Sweet Christmas" in originale) verrà usata nella serie, affermando: "Ero spaventato da quella frase, ma in realtà ci sta davvero bene, non so perché, ma in bocca a Luke suona davvero bene". Parlando del personaggio, Colter ha detto: "Il mio approccio con il personaggio è basato sulle sue qualità umane e sulle cose che fanno funzionare Luke Cage... è bello avere un personaggio che ha una storia così importante." Colter ha descritto Cage come un "eroe di quartiere, molto attaccato a New York e a Jessica Jones. È un personaggio più oscuro, grezzo e tangibile rispetto a Iron Man o Thor. Gli piace tenere le cose vicino a sé, operare in segreto. Ha queste abilità ma non è sicuro di come e quando usarle".

### Cornell "Cottonmouth" Stokes
Cornell Stokes', soprannominato Cottonmouth (interpretato da Mahershala Ali, doppiato da Alessandro Ballico) è il proprietario del nightclub "Paradise" di Harlem, invischiato in traffici illegali.
Ali ha descritto il personaggio come "un cattivo sullo stile del Padrino", mentre il presidente di Marvel Television Jeph Loeb lo ha descritto come "l'altro eroe della storia". Lo showrunner Cheo Hodari Coker, ex-giornalista musicale, ha affermato che il personaggio è stato molto influenzato dal rapper Biggie Smalls. Ali, che crea una playlist per ogni personaggio che interpreta in modo da entrare nel ruolo, ha affermato che la playlist di Cottonmouth include Big L, Diamond D, Brand Nubian, D'Angelo, Mobb Deep, Kanye West, e Erykah Badu.

### Misty Knight
Mercedes "Misty" Knight (interpretata da Simone Missick, doppiata da Gaia Bolognesi) è una detective di Harlem con un forte senso della giustizia, determinata a scoprire la verità su Luke Cage.
Missick ha affermato che Misty Knight "è indipendente. Non è una moglie. Non è una fidanzata. Non è né un personaggio di contorno né una spalla", e ha descritto il personaggio come "una persona con un forte senso morale che è totalmente dedita a proteggere la sua comunità".

### Shades
Hernan "Shades" Alvarez (interpretato da Theo Rossi, doppiato da Alberto Angrisano) è un implacabile, minaccioso e furbo criminale di strada.

### Willis Stryker / Diamondback
Willis Stryker, soprannominato Diamondback (interpretato da Erik LaRay Harvey, doppiato da Stefano Alessandroni) è un pericoloso trafficante d'armi ed una vecchia conoscenza di Cage.

### Claire Temple
Claire Temple (interpretata da Rosario Dawson, doppiata da Francesca Fiorentini) è un'infermiera notturna che lavora a Hell's Kitchen. Dawson riprende il suo ruolo dalle precedenti serie Marvel/Netflix.

### Mariah Dillard
Mariah Dillard (interpretata da Alfre Woodard, doppiata da Serena Verdirosi) è una potente donna della politica locale e cugina di Stoke che cerca di portare un radicale cambiamento nelle strade di Harlem.

### John McIver
John McIver (interpretato da Mustafa Shakir) è un leader naturale interessato ad Harlem.

### Tilda Johnson
Tilda Johnson (interpretata da Gabrielle Dennis) è una dottoressa olistica con un rapporto complicato con Harlem. Un personaggio chiamato Tilda Johnson appare anche in Black Panther (2018), interpretata da Nabiyah Be.

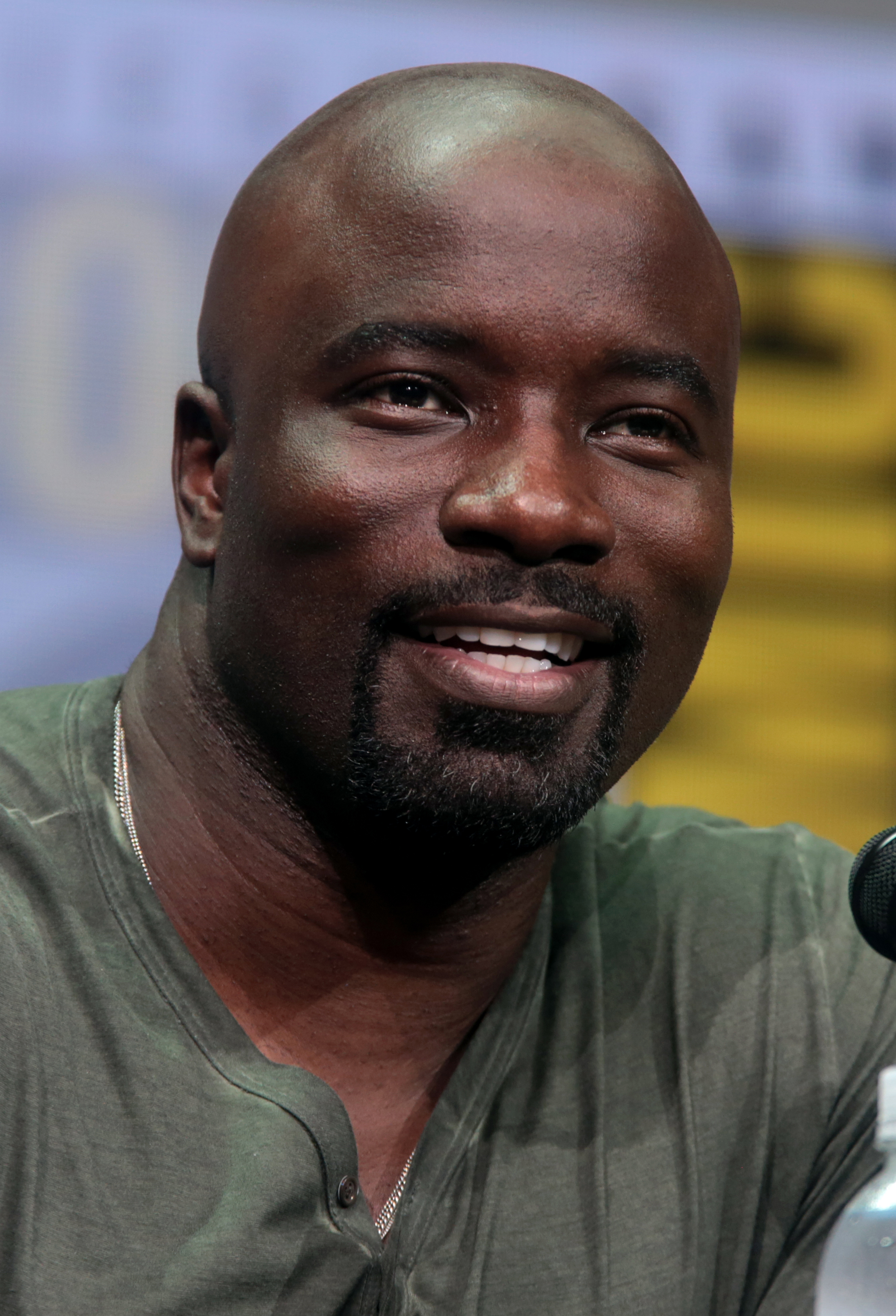
Mike Colter interpreta Luke Cage
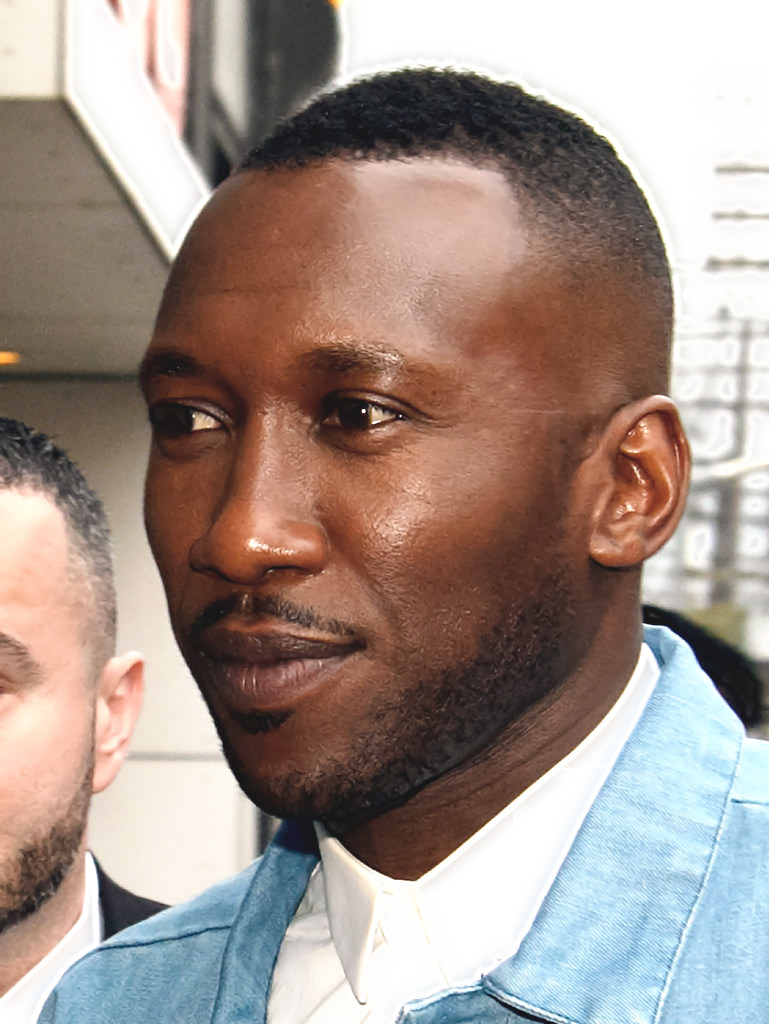
Mahershala Ali interpreta Cornell Stokes
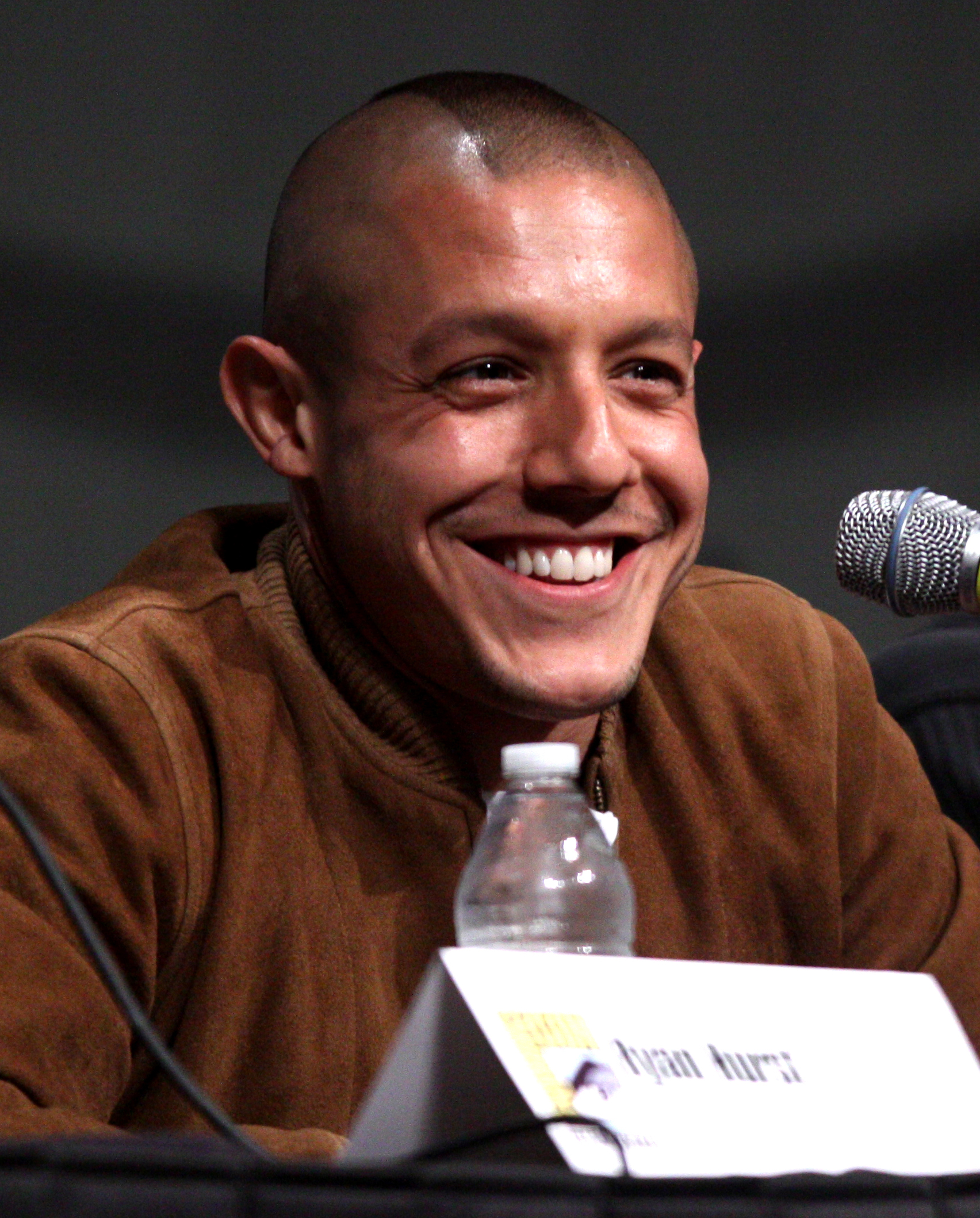
Theo Rossi interpreta Shades
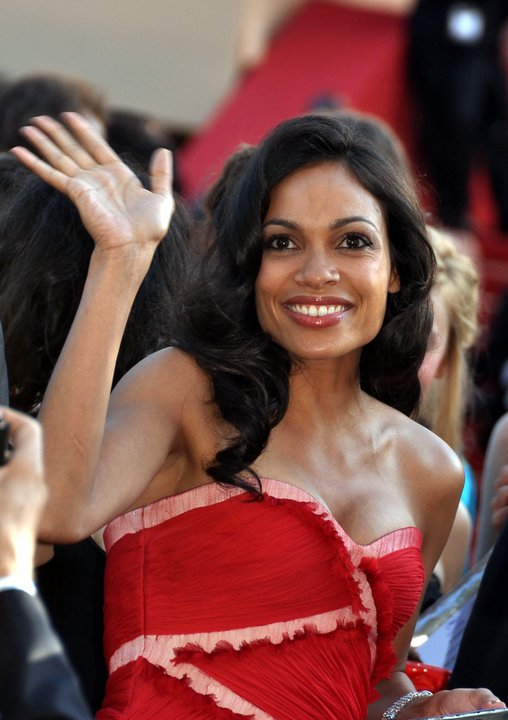
Rosario Dawson interpreta Claire Temple
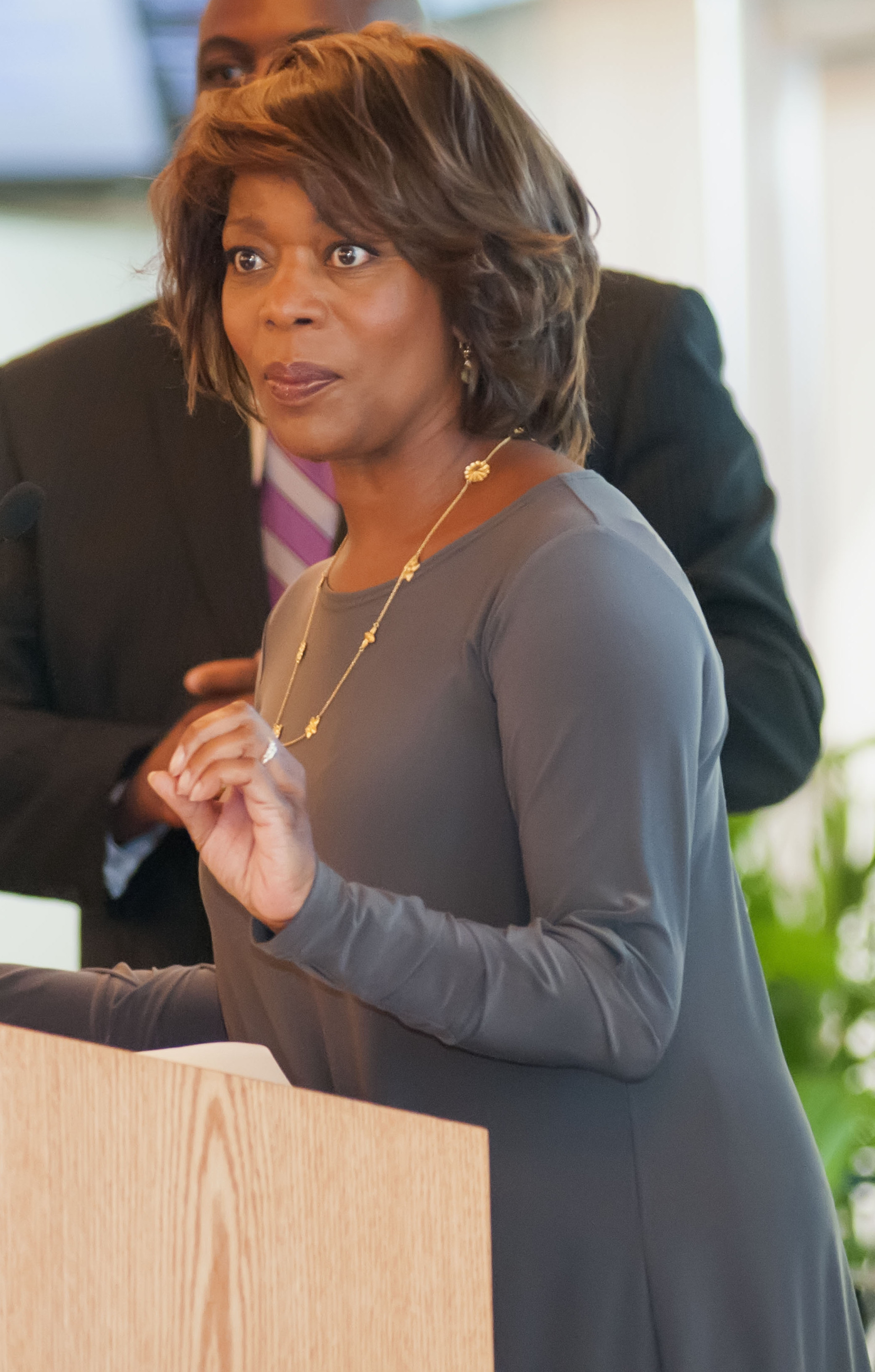
Alfre Woodard interpreta Mariah Dillard

## Personaggi ricorrenti
Elenco dei personaggi che sono apparsi nella serie in ruoli ricorrenti e significativi.

### Introdotti nella prima stagione

#### Rafael Scarfe
Rafael Scarfe (interpretato da Frank Whaley, doppiato da Marco Guadagno) è un caparbio detective del NYPD partner di Misty Knight.

#### Bobby Fish
Bobby Fish (interpretato da Ron Cephas Jones, doppiato da Alessandro Messina) è un vecchio amico di Pop e cliente abituale del suo negozio.

#### Noah Burstein
Il dottor Noah Burstein (interpretato da Michael Kostroff, doppiato da Enzo Avolio) è il dottore che, cercando di salvare Luke dalla morte attraverso un esperimento, gli dona i suoi poteri.

#### Priscilla Ridley
Priscilla Ridley (interpretata da Karen Pittman, doppiata da Claudia Razzi) è l'ispettrice al comando del dipartimento di affari interni del NYPD.

#### Domingo Colon
Domingo Colon (interpretato da Jacob Vargas) è il leader di una gang ispanica alleata di Cottonmouth e Dillard. Viene ucciso da Diamondback.

#### Sugar
Sugar (interpretato da Sean Ringgold, doppiato da Dimitri Winter) è uno degli strozzini di Cottonmouth.

#### Lonnie Wilson
Lonnie Wilson (interpretato da Darius Kaleb) è un ragazzo di Harlem che crede nell'innocenza di Luke.

#### Candace Miller
Candace Miller (interpretata da Deborah Ayorinde) è una ragazza del Paradise che viene usata da Mariah per incastrare Luke riguardo alla morte di Cornell. Viene in seguito uccisa da Shades.

#### Zip
Zip (interpretato da Jaiden Kaine) è il capo degli uomini di Stokes.

#### Megan McLaren
Megan McLaren (interpretata da Dawn-Lyen Gardner) è una reporter di WJBP-TV.

#### Dave Griffith
Dave Griffith (interpretato da Jeremiah Richard Craft) è un ragazzo che vende DVD con filmati dei supereroi in azione.

#### Thembi Wallace
Thembi Wallace (interpretato da Tijuana Ricks) è una giornalista che lavora ad Harlem.

#### Alex
Alex (interpretato da John Clarence Stewart) è l'assistente di Mariah Dillard.

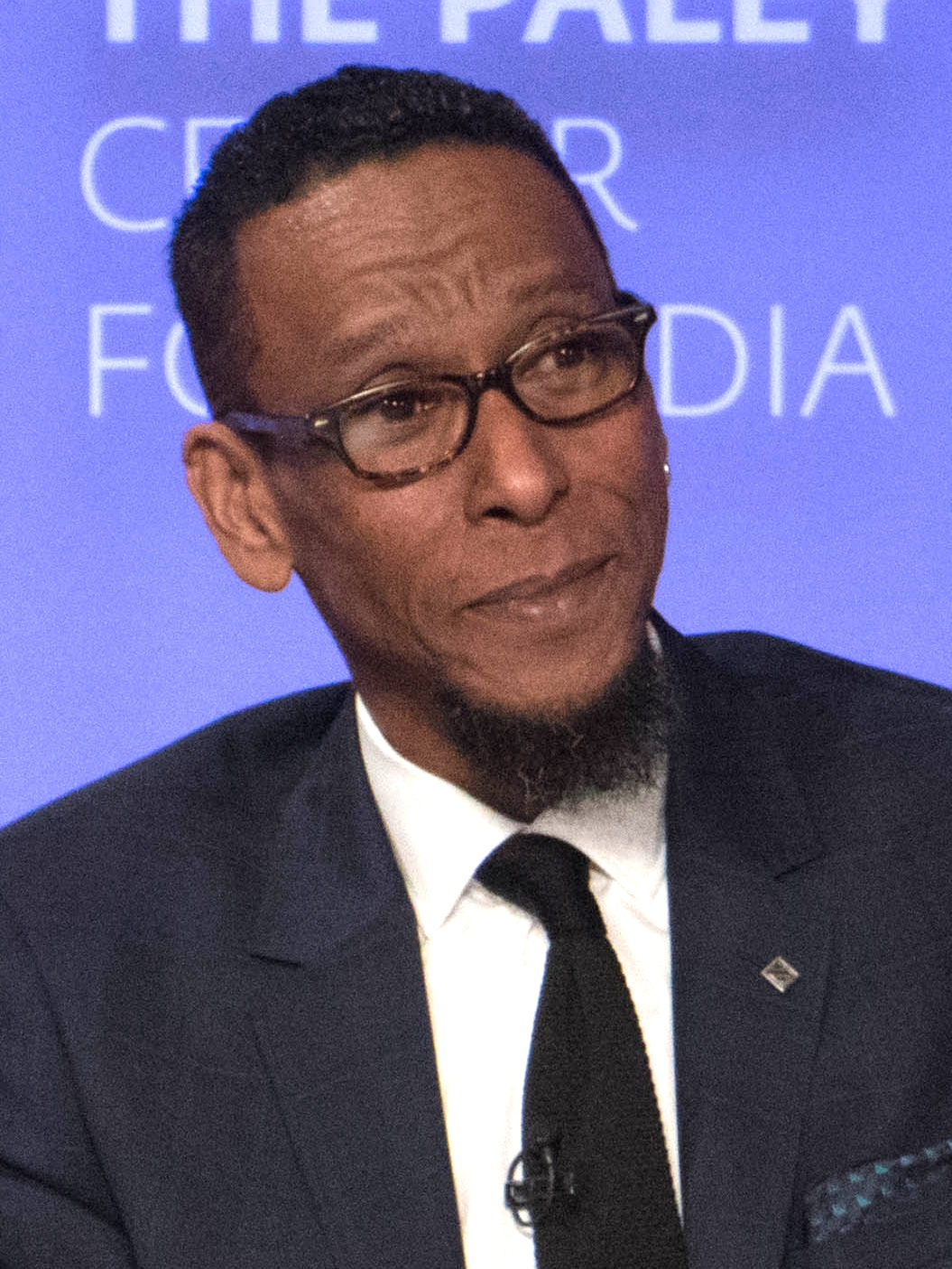
Ron Chepas Jones interpreta Bobby Fish

## Guest star
Elenco di guest star ricorrenti che sono apparse nella serie in ruoli minori o in camei comunque significativi.

### Introdotti in altre serie televisive
- Turk Barrett (interpretato da Rob Morgan, doppiato da Gaetano Lizzio) è un trafficante d'armi di Hell's Kitchen.[22]
- Reva Connors (interpretata da Parisa Fitz-Henley, doppiata da Francesca Manicone) è la defunta moglie di Cage; lavorava come psicologa presso la prigione di Seagate.[21]
- Rachel Taylor ha un cameo vocale nei panni di Trish Walker, migliore amica di Jessica Jones e presentatrice radiofonica.[23]
- Blake Tower (interpretato da Stephen Rider, doppiato da Andrea Lopez) è il viceprocuratore distrettuale di New York.[23]
- Benjamin Donovan (interpretato da Danny Johnson) è l'avvocato di Stokes e Dillard, ha lavorato anche per Wilson Fisk.
- Danny Rand / Iron Fist (interpretato da Finn Jones): Un miliardario buddista, CEO delle Rand Enterprises ed esperto di arti marziali con l'abilità di evocare il potere del Pugno d'acciaio.[24]

### Introdotti nella prima stagione
- Henry "Pop" Hunter (interpretato da Frankie Faison, doppiato da Stefano De Sando) è un ex-gangster che lavora come barbiere, proprietario del negozio in cui Cage lavora e figura paterna per molti abitanti di Harlem.[20][25] Edwin Freeman interpreta il personaggio da giovane.
- Patricia Wilson (interpretata da Cassandra Freeman) è la madre di Lonnie Wilson.
- Wilfredo "Chico" Diaz (interpretato da Brian "Sene" Marc) è un ragazzo che si ritrova invischiato nella malavita. Viene ucciso da Scarfe.
- Jin Lin (interpretato da Clem Cheung) è uno dei proprietari dei ristorante Genghis Connie.
- Tone (interpretato da Warner Miller) è uno degli uomini di Stokes. Viene ucciso dallo stesso Stokes come vendetta per la morte di Pop.
- Albert Rackham (interpretato da Chance Kelly) è una guardia corrotta al carcere di Seagate; recluta Luke come partecipante ai combattimenti tra detenuti. Vien ucciso dall'esplosione che donò a Luke i suoi poteri.
- Reggie "Squabbles" (interpretato da Craig Mums Grant) è un detenuto di Seagate amico di Luke. Viene ucciso da Shades e Comanche su ordine di Diamondback.
- Comanche (interpretato da Thomas Q. Jones) è un detenuto di Seagate che lavora con Shades.
- Perez (interpretato da Manny Pérez) è un tenente di New York al soldo di Cornell.
- Soledad Temple (interpretata da Sônia Braga, doppiata da Stefanella Marrama) è la madre di Claire Temple.[26]
- Betty Audrey (interpretata da Sonja Sohn, doppiata da Irene Di Valmo) è il capitano della polizia di New York fino a quando viene sostituita dall'ispettrice Ridley.[19]
- Mama Mabel (interpretata da LaTanya Richardson Jackson) è la nonna di Cornell e Dillard e leader della loro famiglia criminale.
- Pistol Pete (interpretato da Curtiss Cook) è il cognato di Mama Mabel e braccio destro della famiglia; ha abusato sessualmente di Dillard in passato e viene ucciso da Cottonmouth.
- Damon Boone (interpretato da Clark Jackson) è la rivale di Dillard nel consiglio municipale di Harlem. Viene rapita e uccisa da Diamondback come parte del suo piano per incastrare Luke Cage.
- Dana Stryker (interpretata da Natalie Paul) è la madre di Willis Stryker.
- Esther "Etta" Lucas (interpretata da Joniece Abbott-Pratt) è la madre di Luke Cage.
- Mario Green (interpretato da PJ Marshall) è un tenente di polizia che lavora al ventinovesimo distretto di New York.

Stan Lee appare in una fotografia come nelle precedenti serie Marvel/Netflix.